# Mattiaci
I Mattiaci erano una tribù germanica stanziata sulla sponda destra del Reno nell'area di Wiesbaden e della pianura di Wetterau, vale a dire sulla riva germanica del Reno. Nel 38 occuparono la zona abbandonata dagli Ubii, popolo celto-germanico abitante il Westerwald, sulla riva destra del Reno. Nell'83 il loro territorio fu annesso all'Impero Romano e protetto dagli Agri Decumates, nome del limes fatto costruire da Domiziano nel 90 d.C.
Tacito aggiunge che fossero simili ai Batavi, per quanto il loro carattere fosse improntato ad una maggiore fierezza.

## Storia
Nel capitolo XXIX della Germania, lo storico romano Tacito racconta che erano legati ai Romani da un vincolo di dipendenza, quando questi ultimi imposero anche al di là del Reno il rispetto dell'impero; nel 69 i Mattiaci presero parte alla rivolta batava.
Nella Notitia dignitatum, un documento degli inizi del V secolo, compaiono due unità dell'esercito romano, due auxilia palatina, chiamate Mattiaci seniores e Mattiaci iuniores, incluse nei due eserciti dei due magister militum praesentalis d'Oriente, e un'altra auxilia palatina chiamata Mattiaci iuniores Gallicani al servizio del magister equitum d'Occidente.

## Nella cultura di massa
Nel romanzo Il centurione di Augusto di Guido Cervo, che narra della disfatta dell'esercito romano nella selva di Teutoburgo, l'interprete del legato Publio Quintilio Varo si chiama Catvaldo e si dice appartenere proprio ai Mattiaci.